# Aeroporto Internazionale di Kandahar
L'aeroporto Internazionale Ahmad Shah Baba (IATA: KDH, ICAO: OAKN), chiamato anche aeroporto Internazionale di Kandahar e indicato dai militari come Kandahar Airfield, si trova a circa 17 km a sud-est della città di Kandahar in Afghanistan. È il secondo aeroporto internazionale della nazione e una delle principali basi operative, in grado di ospitare fino a 250 aerei di diverse dimensioni. Dal 2021, il responsabile dell'aeroporto è Maulvi Fathullah Mansour.
L'aeroporto è stato progettato e costruito dagli Stati Uniti all'inizio degli anni sessanta. È stato occupato dai sovietici durante la guerra sovietico-afghana del 1980. Dopo il loro ritiro, l'aeroporto è rimasto sotto il controllo del governo di Najibullah fino alle sue dimissioni nel 1992. In seguito, i signori della guerra locali e i Talebani hanno preso il controllo dell'aeroporto fino all'invasione americana alla fine del 2001. È stato anche il luogo dell'incidente di Airstan nel 1995 e dell'incidente del volo Indian Airlines 814 nel 1999.
Dal 2007 l'aeroporto è stato riparato e ampliato. La sua pista può supportare tutti i tipi di aerei, tra cui un Boeing C-17 Globemaster III o l'Antonov An-225 Mriya. L'aeroporto può essere utilizzato sia per voli militari che civili. La sezione militare dell'aeroporto è stata mantenuta dall'Aeronautica militare afghana. Il 2º Stormo delle Forze aeree afghane (AAF) aveva una base separata all'interno dell'aeroporto. La Polizia nazionale afghana garantiva la sicurezza all'interno e all'esterno del terminal civile. L'aeroporto è gestito dai Talebani.

## Storia

### Costruzione
L'aeroporto Internazionale di Kandahar è stato costruito all'inizio degli anni sessanta dagli Stati Uniti, per un costo di circa 15 milioni di dollari. Il campo di aviazione è stato completato nel 1962 dalla società americana Morrison-Knudsen, incaricata dall'Agenzia statunitense per lo sviluppo internazionale (USAID). Con una grande somiglianza con l'architettura tipica degli Stati Uniti dell'epoca, il suo scopo originario era quello di essere una tappa di rifornimento sicura e moderna per gli aerei a pistoni a lungo raggio che viaggiavano tra l'Europa e il Sud-Est asiatico. Tuttavia, con l'avvento degli aerei a reazione, tali scali non furono più necessari e l'aeroporto fu poco utilizzato.
Alcuni ipotizzano che, poiché l'aeroporto era stato progettato come base militare, è probabile che gli Stati Uniti intendessero utilizzarlo in caso di guerra tra gli Stati Uniti e l'ex URSS. Mentre gli americani erano impegnati nella costruzione dell'aeroporto di Kandahar, i sovietici erano impegnati a nord nella costruzione dell'aeroporto di Kabul.

### Invasione sovietica
Durante l'occupazione sovietica dell'Afghanistan, l'aeroporto fu utilizzato intensamente dalle forze aeree sovietiche, sia come struttura logistica per il trasporto di truppe e rifornimenti, sia come base per il lancio di attacchi aerei contro i gruppi locali di mujaheddin.
I combattimenti nell'area di Kandahar furono particolarmente intensi. Tuttavia, l'aeroporto fu lasciato relativamente intatto alla fine della guerra. La pista di atterraggio aveva subito ingenti danni successivamente riparati dalle Nazioni Unite a metà degli anni novanta per supportare i voli umanitari.

### Era talebana
L'aeroporto è stato utilizzato soprattutto per scopi militari e umanitari, ospitando voli regolari delle Nazioni Unite e del Comitato Internazionale della Croce Rossa da e per Kabul, Jalalabad, Herat e Peshawar. Ariana Afghan Airlines (la compagnia di bandiera dell'Afghanistan) effettuava anche voli poco frequenti da Kandahar verso il Pakistan e alcune località dell'Afghanistan come Herat, Kabul e Jalalabad.
L'aeroporto è diventato noto al pubblico durante il teso dramma che si è consumato quando i terroristi pakistani appartenenti a Harkat-ul-Mujahideen, che hanno dirottato e fatto atterrare il volo Indian Airlines 814 sull'aeroporto nel dicembre 1999, hanno richiesto al governo indiano di garantire il rilascio e il passaggio sicuro di tre presunti terroristi pakistani in cambio della possibilità di lasciare andare gli occupanti dell'aereo passeggeri senza danni. Sebbene l'esatta natura dell'accordo stipulato tra il governo indiano e il gruppo di dirottatori non sia al momento nota, esso assicurò il rilascio dei tre prigionieri detenuti in una prigione in India.

### 21esimo secolo

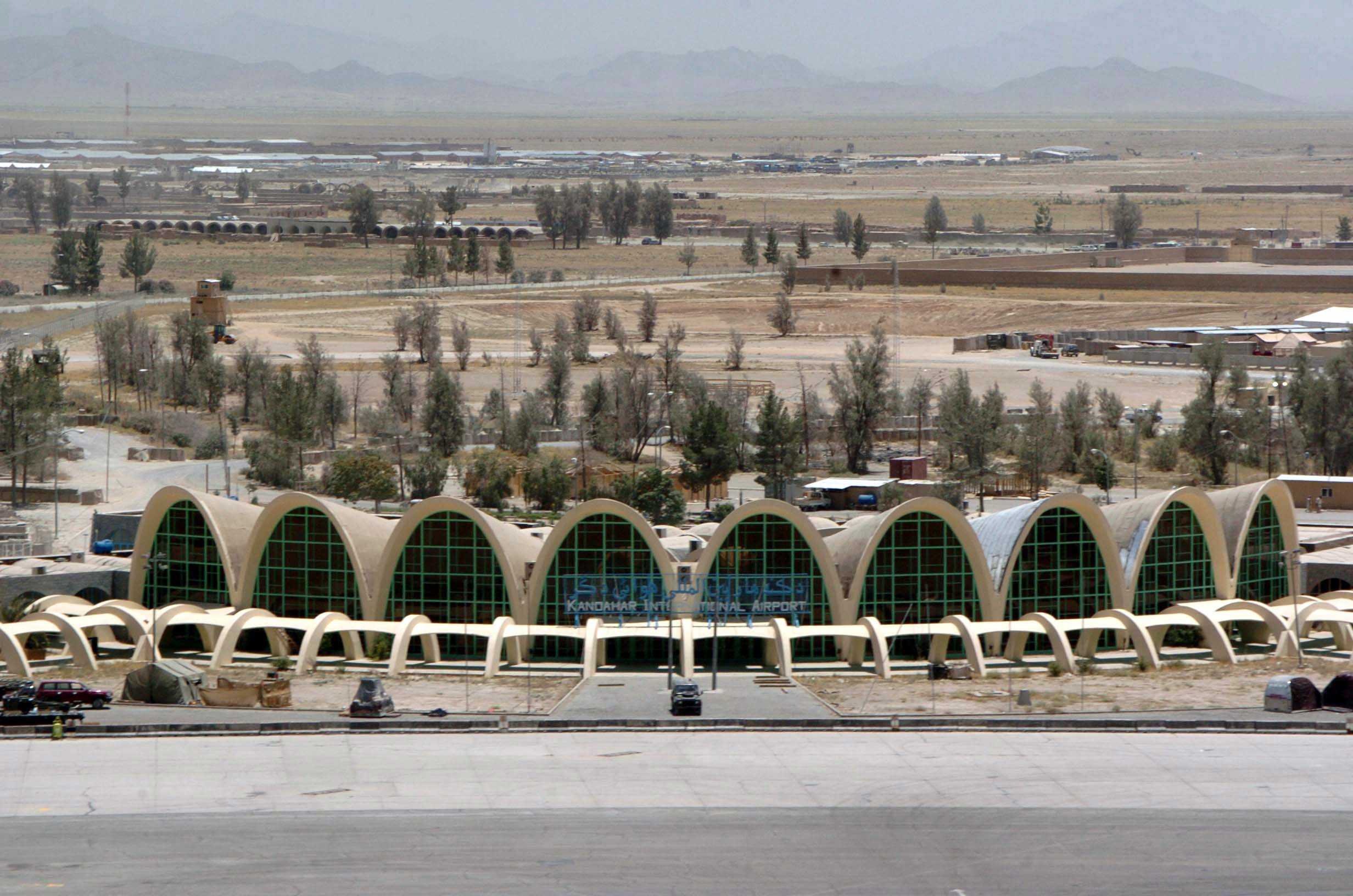
L'aeroporto nel 2005.

Durante l'Operazione Enduring Freedom, alla fine del 2001, l'aeroporto di Kandahar è stato una delle prime basi della coalizione stabilite in Afghanistan. È stato messo in sicurezza da una squadra della Light Armored Reconnaissance della 15esima MEU dei Marines statunitensi e da elementi della 26esima MEU a metà dicembre 2001, poche settimane dopo che l'esercito degli Stati Uniti aveva stabilito la prima base della coalizione a Camp Rhino, nel deserto a sud-ovest. L'aeroporto è stato catturato da un'incursione aerea che ha coinciso con una rapida spinta via terra delle truppe basate a Camp Rhino.
Solo pochi giorni prima, l'aeroporto era stato teatro di importanti battaglie tra i Talebani e le forze antitalebane locali e, quando le truppe della coalizione sono arrivate, c'erano armi abbandonate, tra cui un BM-21 ancora carico di razzi, sparse per il terminal. Le forze speciali australiane e canadesi sono state tra le prime truppe della coalizione a trasferirsi all'aeroporto di Kandahar, e il giorno di Natale la coalizione guidata dagli Stati Uniti aveva stabilito una presenza di almeno 1.000 uomini.
Un perimetro è stato rapidamente assicurato intorno all'edificio del terminal e alla pista d'atterraggio, e inizialmente tutte le truppe lavoravano e vivevano all'interno e intorno all'edificio principale del terminal stesso. I primi spartani servizi igienici furono allestiti nel mezzo di un grande roseto sul davanti, ma le docce non furono installate per diverse settimane. L'area degli alloggi iniziò ad allargarsi lungo il campo d'aviazione fino a dove si trova l'attuale base militare, e ad aprile la presenza della coalizione si era estesa a diverse migliaia di persone.
La 159th Combat Aviation Brigade è diventata la principale unità dell'aviazione dell'esercito americano nell'aeroporto, mentre il 451st Air Expeditionary Wing è diventato la principale unità dell'USAF.
Nell'ambito dell'Operazione Enduring Freedom, anche la Royal Air Force e la Royal Navy avevano basato uno squadrone di Harrier GR7A presso l'aeroporto di Kandahar per fornire supporto aereo ravvicinato alle forze di terra della coalizione, sostituendo gli AV-8B dell'USMC. Dopo il giugno 2009, nell'ambito dell'Operazione Herrick, sono stati sostituiti da uno squadrone di Panavia Tornado GR4 che svolgevano missioni di supporto aereo ravvicinato e di ricognizione.
La Royal Air Force disponeva anche di un distaccamento di C130 Hercules da trasporto modello K e J degli Squadroni 24, 30, 47 e 70 e del relativo distaccamento di ingegneria degli Squadroni 24/30 e 47/70 come parte del No. 904 Expeditionary Air Wing, la sede dello squadrone è stata RAF Lyneham, Wiltshire, fino alla fine del 2011, quando è stata cambiata in RAF Brize Norton, Oxfordshire.
Alla fine del 2006 sono stati dispiegati all'aeroporto otto caccia da combattimento General Dynamics F-16 Fighting Falcon per il supporto aereo ravvicinato della Royal Netherlands Air Force per sostenere l'operazione allargata della NATO nel sud dell'Afghanistan.

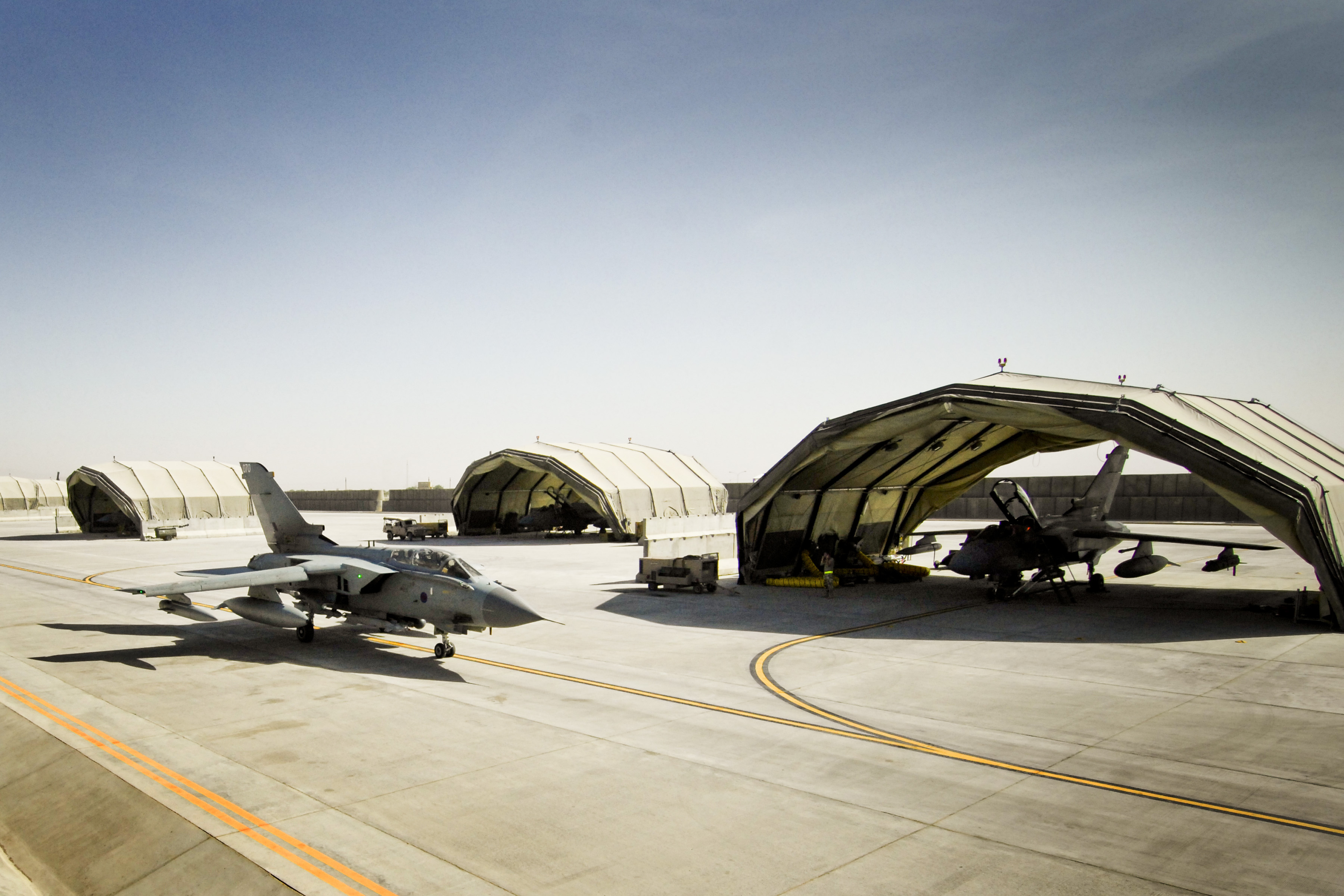
Un Tornado GR4 del 12° Squadron della Royal Air Force si dirige verso la pista.

Il governo afghano è stato lento nel ricostruire la struttura, la maggior parte della quale è stata recuperata da anni di incuria e danni da parte dei soldati sovietici e talebani. Sono stati restaurati i giardini interni, le piscine, la cucina, i servizi igienici e le aree di biglietteria. Con il passaggio del terminal dell'area passeggeri statunitense agli afghani nel 2005, l'aeroporto ha iniziato a essere utilizzato per voli civili. È stato utilizzato per l'Hajj 2006 dai pellegrini musulmani.
Con la chiusura di Camp Julien a Kabul nel novembre 2005, la maggior parte del personale delle Forze canadesi in Afghanistan è stato trasferito nella provincia di Kandahar. Il generale di brigata canadese David Fraser ha assunto il comando della brigata multinazionale dal quartier generale di Kandahar Airfield (KAF) nel marzo 2006. Allo stesso tempo, il Canada ha schierato un gruppo di battaglia per due rotazioni successive di sei mesi e ha schierato una nuova rotazione per il Provincial Reconstruction Team (PRT) a Camp Nathan Smith a Kandahar.

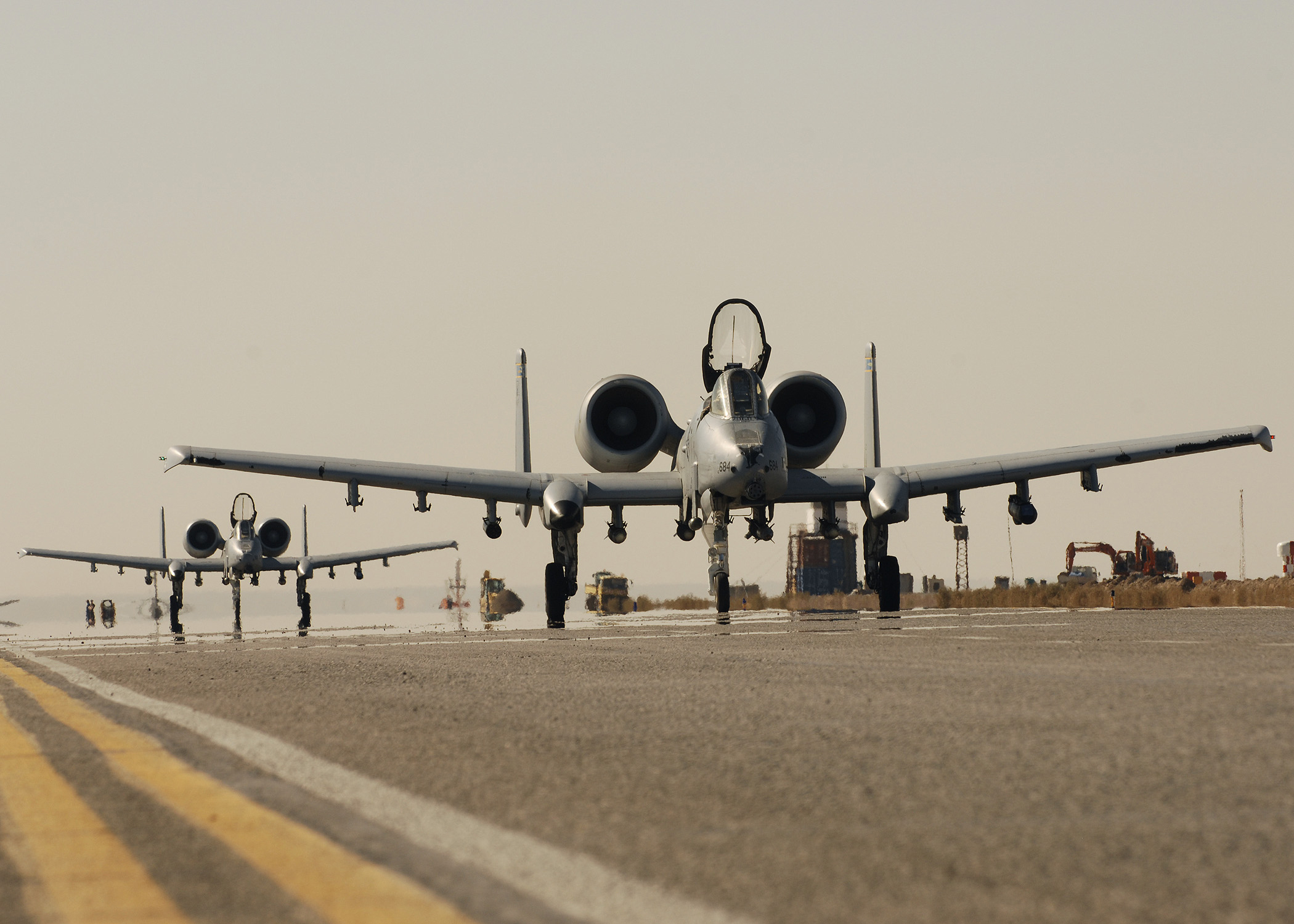
Alcuni A-10C Thunderbolt II dell'Aeronautica Militare statunitense del 354° Expeditionary Fighter Squadron in rullaggio all'aeroporto nel 2010.

Il dispiegamento del febbraio 2006 ha portato la task force a Kandahar a circa 2.250 effettivi. La missione della TFA era di migliorare la situazione della sicurezza nelle aree meridionali e di svolgere un ruolo chiave nella transizione dalla coalizione multinazionale guidata dagli Stati Uniti alla leadership della NATO. Questo cambiamento è avvenuto nell'Afghanistan meridionale nell'estate del 2006.
A partire dal 2007, l'aeroporto è stato mantenuto dalla NATO sotto la bandiera della International Security Assistance Force (ISAF), sebbene fosse una base importante per le forze statunitensi e canadesi, molte altre forze armate erano basate lì. Le forze britanniche hanno usato Kandahar come principale punto di sosta per il sud e per entrare direttamente nella provincia di Helmand. Sono stati impiegati anche jet veloci ed elicotteri da combattimento, essendo questo il principale aeroporto del sud del Paese. La NATO ha gestito un importante ospedale traumatologico presso la base, curando le vittime della battaglia, compresi i civili afghani e le forze nemiche.
L'aumento delle operazioni della NATO nel sud dell'Afghanistan nel 2009 ha portato il numero di operazioni aeree nella base da 1.700 a 5.000 voli settimanali. Questi numeri hanno fatto sì che Kandahar diventasse l'aeroporto a una pista più trafficato del mondo.
A gennaio 2012, all'aeroporto di Kandahar si trovavano circa 26.000 persone. Il Corpo degli ingegneri dell'esercito degli Stati Uniti ha iniziato i lavori di espansione con l'aggiunta di nuove strutture per le forze di sicurezza nazionali afghane (ANSF), in particolare per l'aeronautica militare afghana (AAF).
Nel maggio 2021, l'Operazione Sostegno Risoluto ha lasciato la base e l'ha consegnata alle forze armate afghane.
Il 16 agosto 2021, i commando afghani hanno evacuato l'aeroporto di Kandahar dopo che i Talebani avevano catturato Kabul, lasciandolo sotto il loro controllo.

## Incidenti
- Nel dicembre 1999, una persona è stata uccisa e 17 ferite durante il dirottamento del volo Indian Airlines 814. L'aereo rimase a Kandahar per alcuni giorni prima di ripartire.[12]
- 8 dicembre 2015: almeno 61 persone sono state uccise e almeno 35 ferite durante alcuni attentati all'aeroporto di Kandahar.[18]
- 17 dicembre 2016: una sparatoria all'aeroporto ha causato la morte di almeno sei persone.[19]
- 27 gennaio 2020: un E-11A dell'USAF si è schiantato durante un volo operativo da Kandahar, causando la morte dei due piloti militari statunitensi a bordo.[20]
- 1º agosto 2021: l'aeroporto è stato colpito da tre razzi lanciati dai Talebani. La pista dell'aeroporto ha subito danni che sono stati rapidamente riparati.[21]